# Roman-feuilleton
Un roman-feuilleton est un roman populaire dont la publication s’effectue par épisodes dans un journal. L’auteur de roman-feuilleton est un feuilletoniste.
Cette catégorie de roman se définit par sa forme et non par le fond. Un roman-feuilleton peut ainsi être un roman d’amour, d’aventures, voire fantastique, un policier ou un roman érotique, sans restriction de genre.

## Du feuilleton au roman-feuilleton
Le terme « feuilleton » désignait, dans le journalisme du XIXe siècle, le pied de page d’un journal, également appelé « rez-de-chaussée ». La configuration de cette partie du journal change avec l’acquisition, en 1799, du Journal des Débats, par le royaliste Bertin, qui avait perdu son journal l’Éclair dans les proscriptions antiroyalistes du 18 fructidor. En quelques semaines, il fait de cette feuille obscure un véritable journal politique et littéraire, notamment en faisant appel à Julien Louis Geoffroy, ancien critique littéraire à l'Année littéraire de Fréron, de 1776 à 1792, qui accepte la proposition, après avoir tenté en vain de faire revivre l'Année littéraire. Le numéro du 8 pluviôse an VIII (28 janvier 1800) s’enrichit d’une partie nouvelle, intitulée « Le feuilleton des Débats ». Comportant, à l’origine, deux éditions, une édition in-4º sans le feuilleton, et une édition in-folio, avec le feuilleton, l’in-folio devient, peu après, le format unique et définitif du journal .
Le feuilleton quotidien des Débats n’a d’abord été qu’une sorte de supplément où la critique et la littérature n’occupaient que peu de place, et presque exclusivement consacré au programme des spectacles au théâtre, à l’opéra, aux concerts, aux annonces, aux réclames, aux catalogues de librairie, aux articles de modes. Dès le 15 pluviôse an VIII (4 février 1800), pour la première fois, l’annonce de l’opéra le Séducteur est suivie de la critique. Dès lors, toutes les pièces nouvelles se produisent sur la scène seront analysées. Le feuilleton rendra compte également des ouvrages publiés. Au nombre des auteurs appelés « feuilletonistes », qui remplissent le « feuilleton-dramatique », pour l’essentiel articles littéraires et critiques théâtrales, on trouve Dussault et Feletz, au Journal des débats, Michaud et Châteaubriand, au Mercure de France, et jusqu’au premier Consul lui-même, sous pseudonyme, au Moniteur universel.
Encore appelés « récits de rez-de-chaussée », lorsque les premiers romans publiés chapitre par chapitre commencent à remplacer les critiques imprimées en pied de page, pour être imprimés dans le dernier tiers ou le dernier quart des deux premières pages du journal, puis en dernière page, ils seront appelés « feuilleton-roman », comme le fait notamment Balzac qui, à partir de 1831, fait paraitre, au moins partiellement, ses romans dans la presse, avant de les publier en volumes. Ainsi, La Vieille Fille est publiée, à partir d’octobre 1836, non en pied de page, mais aussi en colonnes des pages intérieures ou de dernière page. À la même époque, en Angleterre, le succès foudroyant des Pickwick Papers, de Dickens, publiés à partir d’avril 1836, est largement considéré comme ayant établi la viabilité et l'attrait du roman-feuilleton au sein de la littérature périodique anglaise. D’abord importés outre-atlantique, ces œuvres cèdent bientôt la place à des productions endogènes.
Jusqu’à 1841-1842 — et même après —, le feuilleton a été occupé par une foule de sujets dits de « variété » : histoire, voyages, souvenirs, salons, sciences, théâtre, bibliographie, beaux-arts, ainsi que des contes et nouvelles. Selon les époques, ces variétés ont parfois changé de place et, à l'origine, elles étaient publiées dans les dernières pages du journal. Peu à peu, elles investissent le pied de page du journal, où elles occupent une place nettement séparée du reste de l’information. S’opposant aux discussions politiques de la première page, les variétés ont un rôle culturel, éducatif et récréatif essentiel. Cet espace séparé du « feuilleton de variété » se développe dans les années 1830 et devient un enjeu important pour tous les journaux à partir de 1836 mais, au départ, la place de la fiction y est réduite, et la majorité des fictions publiées sont des contes et nouvelles complets en une seule livraison. Parmi les auteurs de ces « variétés » et de ces « feuilletons-nouvelles », on compte Pitre-Chevalier, Eugène Guinot, Marie Aycard, Philibert Audebrand, Léon Gozlan, Joseph Méry, Louis Lurine,, etc.
La fragmentation du journal « échos, brèves, actualité renouvelée quotidiennement… », parait inadaptée interdire n'est pas le support logique pour publier un ouvrage de longue haleine et à suivre en épisodes, et on ne prévoit pas, à l'origine d'y publier des romans. Petit à petit, pourtant, des œuvres plus longues font leur apparition : le mouvement est progressif, de longues nouvelles sont publiées en deux épisodes, puis trois, quatre et davantage, mais cela reste exceptionnel dans l'ensemble des journaux durant les années 1830. Aussi, entre 1836 et 1840-41, nous pouvons observer un fort développement des « feuilletons-nouvelles » (issu d'une transformation de la « variété littéraire ») avant que se développe, progressivement le « feuilleton-roman », qui n'est autre que le résultat d'un allongement continu des œuvres publiées et de leur découpage en un nombre d'épisodes toujours plus grand. En effet, le public prend goût à ce mode de publication, et les grands journaux de l’époque ne manquent pas de constater l’effet de fidélisation que leur valent les « feuilleton-romans », surtout à partir de 1841-42 et les Mystères de Paris, d'Eugène Sue, premier véritable triomphe du genre. Dans cette première étape du genre, l’écriture romanesque n’est pas affectée par ce mode de publication, qui est envisagé comme une première présentation de l’œuvre au public par épisodes, avant d’être imprimée en volume. Le choix des chapitres présentés, le découpage de l’œuvre, ne sont pas, alors, antérieurs à son écriture.

## Essor du genre
La démocratisation de la presse a entrainé avec elle la transformation du feuilleton-roman en véritable technique littéraire. En 1836, Émile de Girardin transforme le visage de la presse en inaugurant le principe du quotidien à bon marché. Les frais de fabrication des journaux étant élevés, le quotidien se vendait relativement cher pour les budgets de l’époque, et par la même occasion, les tirages étaient assez bas. En abaissant considérablement les prix de vente, Girardin se donne la possibilité de conquérir un public plus vaste, dans un contexte socio-économique d’alphabétisation, d’éducation et de démocratisation du peuple. Les autres journaux suivront sa trace, ne serait-ce que pour rester concurrentiels sur le plan économique.
L’existence du feuilleton-roman est intimement liée à la naissance de la presse à 40 francs. Émile de Girardin, est l’un des nouveaux éditeurs commerciaux à tirer parti de la demande de masse en matière de lecture. Il a compris que le prix des abonnements, qui suffisait à peine à régler les frais de production, pouvait être réduit si l’augmentation du nombre de lecteurs permettait de sécuriser leur équilibre financier en accroissant les recettes publicitaires. Pour garantir aux annonceurs un nombreux lectorat, celui-ci est fidélisé grâce à la publication de romans complets, et plus seulement au « rez-de-chaussée ».

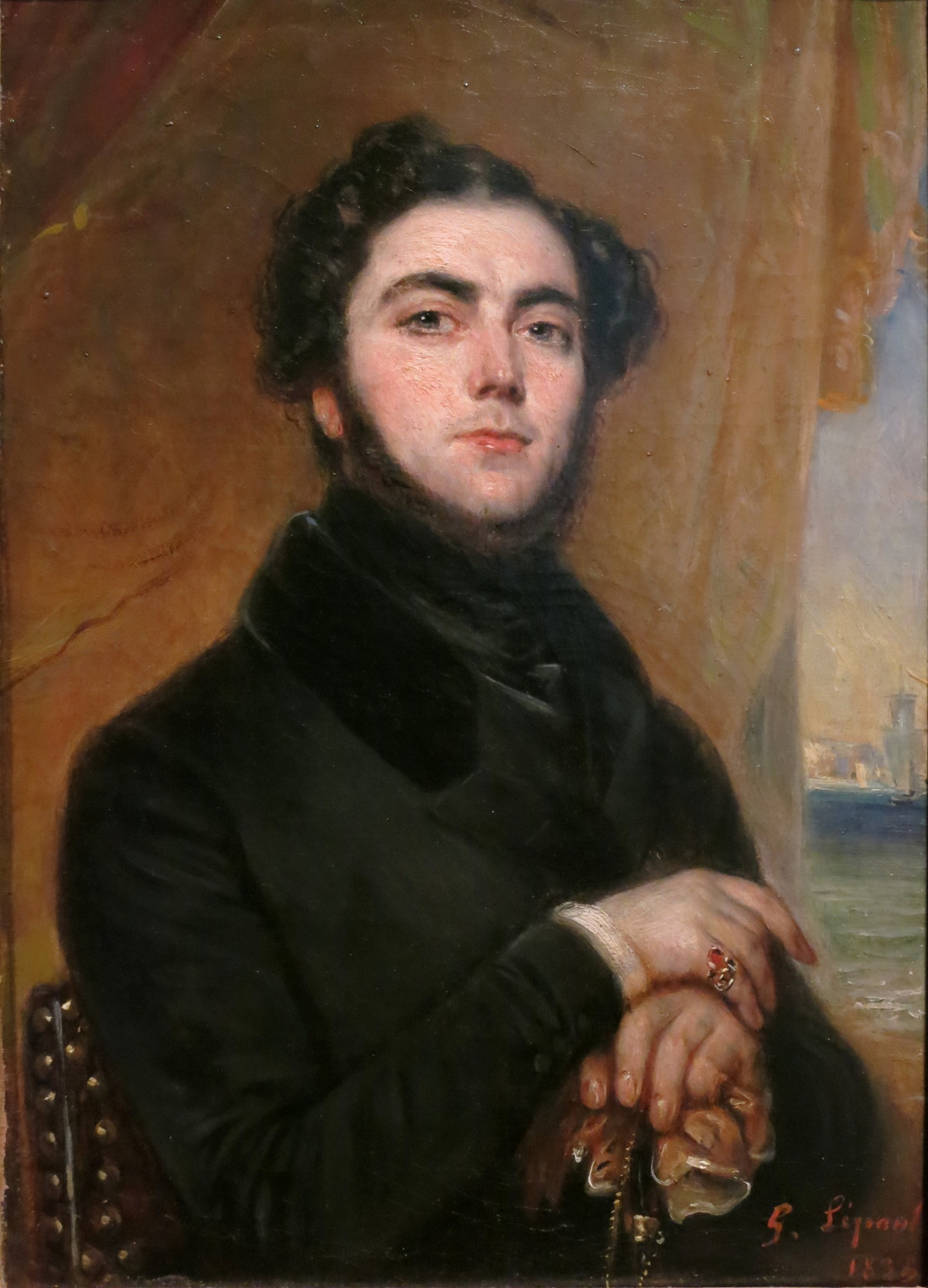
Eugène Sue, auteur des Mystères de Paris en 1842.

Le 1er juillet 1836, Émile de Girardin lance la Presse, et Armand Dutacq le Siècle. Girardin est prêt à payer grassement les écrivains. Avec un abonnement annuel de 40 francs seulement, la Presse publie le premier feuilleton-roman d’Alexandre Dumas : la Comtesse de Salisbury, du 15 juillet au 11 septembre, puis la Vieille Fille de Balzac, du 23 octobre au 30 novembre 1836, et triple son tirage quotidien, en 1845, tout en doublant ses recettes publicitaires. Chaque page comporte des publicités. Le roman feuilleton constitue le principal attrait du journal.
De septembre à décembre 1837, Frédéric Soulié publie les Mémoires du Diable dans Le Journal des débats. Le processus éditorial évolue du découpage d’un roman préexistant à l’écriture — le plus souvent, rapide — de romans prédécoupés afin d’être publiés « au feuilleton ». Sont publiés du 19 juin 1842 au 15 octobre 1843, Les Mystères de Paris, conçus dans cette perspective par Eugène Sue, que Girardin a eu la chance de découvrir au plus bas de sa carrière littéraire, alors qu’il s’était endetté après le mauvais accueil fait à ses premiers récits. Payé à la page pour son premier succès, Mathilde, Mémoires d'une jeune femme, publié dans La Presse, à partir de décembre 1840, Sue livrera trois autres feuilletons en 1842.
Inspiré par le succès des Mystères de Paris, qui inspireront ses Mystères de Marseille à Émile Zola, les Mystères de Londres à Paul Féval), Les Trois Mousquetaires à Alexandre Dumas, ou encore l'ensemble de l'œuvre romanesque de Jean-Louis Dubut de Laforest, le feuilletoniste Ponson du Terrail, publie en 1857 dans le journal La Patrie la première œuvre du cycle des « Drames de Paris », L'Héritage mystérieux. Son héros, le populaire Rocambole, inspire l'adjectif « rocambolesque » qui va désormais qualifier des événements ou des péripéties incroyables. Outre Ponson du Terrail et Eugène Sue, Maurice Leblanc, Gustave Le Rouge, Michel Zévaco, Eugène Berthoud, et des centaines d'autres, se sont illustrés dans ce qui reste comme une spécialité du XIXe et du premier quart du XXe siècle.
Le « roman-feuilleton » véritablement devenu un genre en soi, les éditeurs de journaux en envisagent la publication comme de véritables opérations publicitaires, et embauchent des équipes d’auteurs à qui ils demandent d’écrire, rapidement, des romans dans le goût du public. Certaines de ces équipes travaillent même en collaboration, composant des romans à plusieurs mains. Une partie de la critique voit alors dans ces publications « bas de page » une littérature populiste et industrielle, pour tout dire avilie, et caractéristique de l’émergence d’une culture de masse.

## Réception du roman-feuilleton

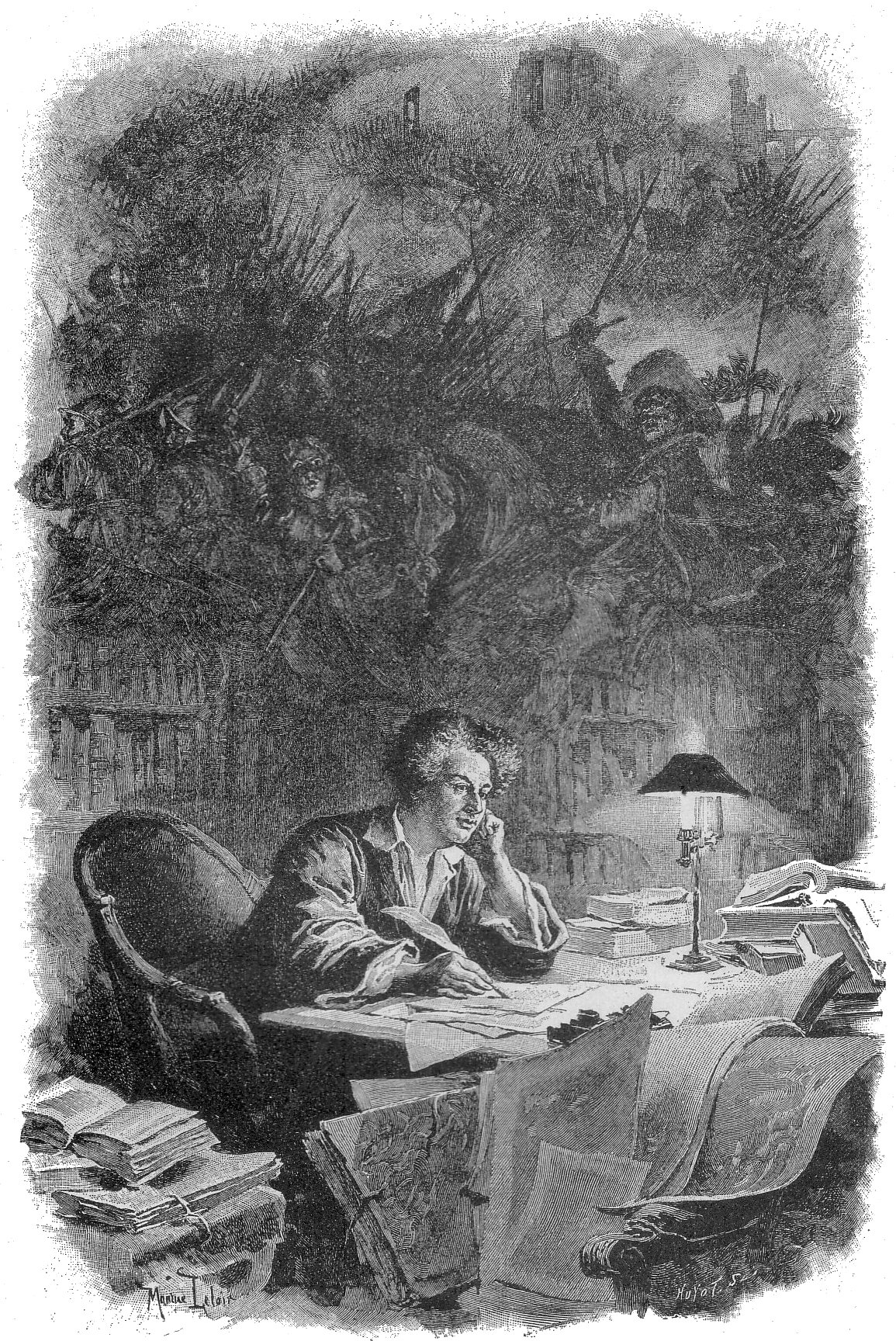
Alexandre Dumas, dont les romans de cape et d'épée se prêteront particulièrement bien au roman-feuilleton

Dès le milieu du XIXe siècle, les réactions ne manquent pas, face au succès grandissant de cette forme de littérature. Le baron Chapuys-Montlaville, député de Saône-et-Loire, prononcera plusieurs discours à la tribune de l’Assemblée nationale entre 1843 et 1847, dénonçant une œuvre d’aliénation de la raison par l’imagination. Il représente la position des puritains face à la multiplication de ces romans populaires et traduit l’inquiétude de ses pairs devant la démocratisation des débats d’idées. Pour nuancer cette position, il faut préciser que c’est également l’avilissement moral des lecteurs que l’on craint, notamment à cause de la démarche mercantile qui accompagne ces romans, dont on craint qu’elle ne contamine définitivement la pensée des écrivains.
Alfred Nettement constatera avec regret l’affadissement des positions politiques, autrefois défendues par les journaux, qui doivent à présent se ménager les opinions de tous bords pour contenter leurs annonceurs. À côté de ce constat qu’il appuie de quelques anecdotes assez édifiantes, il estime également que la dérive de la littérature dans la forme commerciale du roman-feuilleton est à mettre sur le compte d’une dérive générale des arts littéraires. La vision qu’il en donne permet cependant de prendre un peu de recul par rapport aux critiques dont le roman-feuilleton est l’objet :

« Quels ont été les auteurs qui ont régné sur nos théâtres dans ces derniers temps et qui résument, par conséquent, le mieux les tendances de notre littérature dramatique ? Ce sont MM. Victor Hugo, Alexandre Dumas et Scribe. (…) M. Victor Hugo, on le sait, n’avait pas attendu les romanciers du feuilleton pour réhabiliter la courtisane. (…) on l’a vu célébrer, tour à tour sur la scène, la beauté de la laideur, la chasteté de la prostitution, la probité du brigandage, la dignité de la bouffonnerie, les magnificences des haillons et les parfums de la boue. Il est vrai que, par compensation, toutes les fois qu’il met les mains sur les grandeurs de la famille ou de la société, il les traîne aux gémonies. (…) C’est une terreur littéraire, c’est un 93 théâtral succédant à la terreur et au 93 politique. La poétique de M. Alexandre Dumas et celle de M. Scribe appartiennent à des genres différents et elles attaquent la société par un autre bout, mais elles l’attaquent d’une manière aussi dangereuse:23. »

Les critiques n'attaquent pas seulement le contenu des romans, mais également leur forme :

« L’art peut souffrir des conditions dans lesquelles il se manifeste si la publication du livre par tronçons doit avoir une influence mauvaise sur les procédés de composition et de style. »

Obligés de soutenir l’intérêt du lecteur, les auteurs de roman feuilleton développent des « procédés de suspension savante » que certains critiques jugent racoleurs :

« […] on aimait surtout dominer l’imagination par des menaces de terreur. L’idéal était de montrer, à la fin du numéro, un bras sortant de la muraille et tenant une tête ensanglantée ; puis l’on posait en deux alinéas cette double question : « Quel était ce bras ? » - « Quelle était cette tête ? » Et l’on remettait au prochain numéro une réponse, que l’auteur souvent n’avait pas encore trouvée. »

Accusé d'être à court d'idées, le feuilletoniste va chercher l’inspiration dans les archives médicales ou judiciaires « qu'il rajeunit à force d’invraisemblances ». Puisqu’il est payé à la quantité, et non à la qualité du texte, il noircit les pages à coup de descriptions oiseuses comme Ponson du Terrail dans Les Gandins, ou d’effusions de style comme Charles Hugo, accusé d’« épuiser le dictionnaire » dans Une famille tragique.
D’autres auteurs comme Cuvilliers-Fleury, dans le Journal des débats, et Arthur de Gobineau, dans le Commerce, constateront le développement du roman-feuilleton, sans s’en inquiéter outre mesure. Il répond, pensent-ils, à un nouveau lectorat qui a sans doute des attentes différentes, et il n’y a rien à en conclure sur un supposé abrutissement des citoyens par le divertissement littéraire. Il faut plutôt se réjouir du succès de cette forme littéraire qui contribue grandement à l’alphabétisation des classes laborieuses.
Avec des succès comme les Mystères de Paris d’Eugène Sue, le roman feuilleton a été accusé de répandre des idées subversives et d'être responsable de soulèvements populaires. Afin de lutter contre cette forme littéraire jugée dangereuse, le député légitimiste élu à l’Assemblée législative, le 13 mai 1849, Camusat de Riancey, fait adopter, en juillet 1850, une taxe, sous forme de timbre, aux journaux qui publiant des feuilletons. Le premier visé par cette taxe n’est autre qu’Eugène Sue, aux opinions politiques proches d’un socialisme modéré à connotations philanthropiques, dont les Mystères de Paris, extrêmement populaires, on exposant brutalement la misère du peuple, peuvent se révéler subversives. Se montant à cinq centimes par exemplaire de journal publiant un roman feuilleton, la taxe Riancey est économiquement insoutenable pour les journaux qui, de fait, en abandonnent assez rapidement la publication.

## Rémanence du genre
Le roman-feuilleton a donné naissance à un dérivé cinématographique, le « feuilleton-cinéma ». Dans les années 1910, le succès du feuilleton littéraire Fantômas écrit par Pierre Souvestre et Marcel Allain, est tel que Louis Feuillade l’adapte au cinéma, faisant du feuilleton cinématographique l'ancêtre du feuilleton télévisé, qui est devenu l’acception la plus courante du mot « feuilleton ». Les séries actuelles peuvent être considérées comme les avatars les plus récents du genre.
Le roman-feuilleton est toujours pratiqué en littérature, malgré un déclin dans la presse, à partir de la seconde moitié du XXe siècle, attribué à la diminution de la lecture entrainée par l’essor de la série télévisée. Des tentatives ont été effectuées pour revivifier le genre sur Internet. En juillet 1999, Stephen King a publié La Ligne verte, sous forme de petits fascicules. L’ouvrage The Plant, « roman à épisodes », était alors proposé en téléchargement sur son site, avec une contrepartie monétaire, avant d’être soudainement interrompue, officiellement en raison de trop nombreux téléchargements illégaux. Avant sa disparition en 2022, Internet Actu a publié un cyber-polar humoristique, Où est passée ma Yescard, de Paul Carbone, disponible par envois d’e-mails ou sur le web, agrémenté de nombreux liens hypertextes, illustré et publié hebdomadairement. Martin Winckler, s'est inscrit dans cette démarche, en 2004, en diffusant Les Cahiers Marcœur à partir de son webzine. Des plateformes comme le géant canadien Wattpad, lancé en 2006, qui rassemble 500 millions d’histoires écrites dans plus de cinquante langues, ont pris le relais de ce genre sur Internet,, ouvrant de nouvelles voies en la matière.